# Katalin Karikó
Katalin Karikó (ur. 17 stycznia 1955 w Szolnoku) – węgierska biochemiczka, działająca w Stanach Zjednoczonych. Wraz z Drew Weissmanem laureatka Nagrody Nobla w dziedzinie fizjologii lub medycyny w 2023 roku.

## Życiorys
Urodziła się w Szolnoku, potem mieszkała w Kisújszállás, gdzie ojciec był rzeźnikiem a matka księgową. Studiowała na Uniwersytecie Segedyńskim, magister biologii z 1978 r. W 1982 roku uzyskała tam stopień doktora z biochemii. W 1985 roku została zwolniona z uczelni i, wraz z mężem inżynierem i dwuletnią córką, wyjechała z Węgier do Stanów Zjednoczonych Ameryki. Pieniądze, które uzyskali ze sprzedaży samochodu, wymienili na czarnym rynku na USD o równowartości 900 GBP, które przemycili przez granicę w pluszowym misiu córki.
31 października 1978 r. została zarejestrowana przez kontrwywiad Ministerstwa Spraw Wewnętrznych Węgierskiej Republiki Ludowej jako tajny współpracownik Lengyel Zsolt, pozyskał ją hadnagy László Salgó.
W Stanach Zjednoczonych Ameryki pracowała początkowo na Temple University w Filadelfii, a w 1989 roku przeniosła się do Szkoły Medycyny Uniwersytetu Pensylwanii.
Podczas prac na Uniwersytecie Segedyńskim, zaczęła interesować się syntezą i badaniami kwasu rybonukleinowego, kontynuowała prace dotyczące tej tematyki podczas pobytu w Stanach Zjednoczonych Ameryki, koncentrując się na mRNA. Planowała podjąć badania wykorzystujące mRNA w terapii mukowiscydozy i udar mózgu, ale nie uzyskała na nie funduszy.
W 1998 roku naukowczyni podjęła współpracę z immunologiem Drew Weissmanem (spotkali się przypadkowo przy kserokopiarce). Efektem ich badań było zmodyfikowanie zasad azotowych nukleozydów, co ograniczyło powstawanie stanu zapalnego wywołanego przez wstrzyknięcie RNA. Opatentowali to rozwiązanie i założyli startup, którego celem miało być opracowanie leków opartych na RNA. Nie doszli jednak do etapu badań klinicznych i uczelnia sprzedała prawa do tego rozwiązania przedsiębiorstwu CellScrypt.
W 2013 roku podjęła pracę w BioNTech (pracę oferowało jej również przedsiębiorstwo Moderna), uzyskała w niej stanowisko senior vice-president. Zarówno BioNTech (we współpracy z Pfizerem), jak i Moderna opracowały szczepionki przeciw COVID-19, oparte na odkryciu Karikó i Weissmana.
W 2023 roku wraz z Weissmanem otrzymała Nagrodę Nobla w dziedzinie fizjologii lub medycyny za odkrycia na polu zasad (azotowych) nukleozydów, które umożliwiły opracowanie skutecznych szczepionek mRNA przeciw COVID-19. W tym samym roku została odznaczona Krzyżem Wielkim Orderu Węgierskiego Świętego Stefana

## Życie prywatne
Córka Katalin Karikó, Zsuzsanna Francia jest obywatelką USA, uprawia wioślarstwo, zdobyła dwa złote medale olimpijskie w tej dyscyplinie.